# إيرينا بوب
إيرينا بوب (بالإنجليزية: Irina Pop)‏ مواليد 8 أكتوبر 1988 في كلوج نابوكا، هي لاعبة كرة يد دومينيكية. مثلت منتخب جمهورية الدومينيكان لكرة اليد للسيدات.

## سجل المنافسة
شاركت في البطولات التالية:
- بطولة العالم لكرة اليد للسيدات 2013